# Corpus Inscriptionum Latinarum
Corpus inscriptionum Latinarum (акроним с абревиатура: CIL), „Свод на латинските надписи“ е сбор от надписите на латински език от епохата на античността.
CIL е едно от най-пълните и може би най-цитирано издание от този род като изключително важен източник по антична епиграфика. Латинските надписи в CIL разкриват непосредствено обществения и частния живот в Древен Рим, Римската република и Римската империя.
Целта на създаването на CIL е да се съберат на едно място с оглед на сравнителния анализ и за прегледност всички надписи на латински от териториите, на които се е простирала Римската империя. За изданието в 1847 г. в Берлин е създаден комитет под ръководството на Теодор Момзен, който впоследствие става издател на много от томовете в поредицата. По-късно Ернест Ренан следва неговия пример при издаването на Corpus Inscriptionum Semiticarum.
Участниците в проекта посещават местата и лично проучват и се запознават с античните латински надписи. В случаите, когато паметникът е загубен, издателите издирват и сравняват достъпните по-ранни издания и свидетелства от учени, които са видели този или тези надпис/и, и, доколкото е възможно възстановяването на текста, публикуват надписа на латински със съответната забележка. Първият том на CIL излиза през 1853 г.
Целият корпус включва 17 тома, поделени в 70 части, съдържащи над 180 000 надписа. Впоследствие корпусът е допълнен с още 13 допълнителни тома с указатели и илюстрации. Планира се издаването на нов XVIII том, който ще съдържа латинските надписи в стихове (метрични надписи).